# Radio libre (film)
Pour plus de détails, voir Fiche technique et Distribution.
Radio libre (Freedom Radio) est un film britannique réalisé par Anthony Asquith, sorti en 1941.

## Synopsis
Le docteur Karl Rodern, médecin d'Hitler, vient de lui diagnostiquer une laryngite, et de lui conseiller de faire moins de discours. Quand il rentre chez lui, il retrouve son épouse Irena et son beau-frère Otto, qui regarde avec admiration les troupes marchant dans la rue. Plus tard, à une réunion d'anciens étudiants, il apprend que son ami juif Heini a été convoqué par la Gestapo. L'année suivante, il apprend que cette réunion d’anciens est interdite par les Nazis. Plus tard, une messe est interrompue par les Nazis et le prêtre, un ami de Karl, est attaqué et tué. 
Après avoir rencontré par hasard Hans, un jeune ingénieur radio, Karl décide de mettre en place une station de radio — Radio libre — et commence à diffuser de la propagande anti-nazi avec l'aide de certains de ses anciens camarades et l'expertise technique de Hans. 
La fiancée de Hans, Elly, est violée par un officier de la Gestapo puis envoyée dans un camp de concentration. Irena, l'épouse de Karl, est nommée à un poste important par Hitler, ce qui provoque des dissensions dans le couple. Cependant, ils seront finalement réunis et travailleront ensemble pour la cause anti-nazi, avant de mourir abattus lors d’une émission informant de l'invasion imminente de la Pologne. 
Le film se termine avec les Nazis annonçant la fin de « Radio libre », mais leur émission est interrompue par Hans annonçant qu'elle continue en réalité.

## Fiche technique
- Titre original : Freedom Radio
- Titre français : Radio libre ou Radio Liberté
- Titre américain : A Voice in the Night ou The Voice in the Night
- Réalisation : Anthony Asquith, assisté de Michael Anderson
- Scénario : Roland Pertwee (en), Bridget Boland
- Adaptation et dialogues : Jeffrey Dell, Basil Woon, Anatole de Grunwald
- Direction artistique : Paul Sheriff
- Photographie : Bernard Knowles
- Son : Leslie Murray
- Montage : Reginald Beck
- Musique : Nicholas Brodszky
- Production : Mario Zampi
- Production associée : Theo Lageard
- Société de production : Two Cities Films
- Société de distribution : Columbia Pictures Corporation
- Pays d'origine :  Royaume-Uni
- Langue originale : anglais
- Format : Noir et blanc  — 35 mm — 1,37:1 — son mono
- Genre : drame
- Durée : 95 minutes
- Dates de sortie : 
  - Royaume-Uni : 1er février 1941
  - États-Unis : 4 février 1941
  - France : 1er décembre 1948

## Distribution
- Clive Brook : Karl Roder
- Diana Wynyard : Irena Roder
- Raymond Huntley : Rabenau
- Derek Farr (en) : Hans Glaser
- Joyce Howard : Elly Schmidt
- Howard Marion-Crawford : Kummer
- John Penrose : Otto
- Morland Graham : Père Landbach
- Ronald Squire : Rudolf Spiedler
- Reginald Beckwith : Emil Fenner
- Clifford Evans (en) : Dressler
- Bernard Miles : Capitaine Müller
- Gibb McLaughlin : Dr Weiner
- Muriel George : Hanna
- Martita Hunt : Mme Lehmann, la concierge
- Marie Ault : Cliente
- Abraham Sofaer